# A Dark Song
A Dark Song è un film irlandese e britannico del 2017, diretto e sceneggiato da Liam Gavin.

## Trama
Sophia, madre il cui figlio è morto accidentalmente dopo che alcuni adolescenti lo hanno rapito e impiegato per un rito occulto, è decisa ad eseguire lei stessa un rito occulto per evocare il suo angelo custode e chiedergli vendetta verso gli assassini. Per tale scopo, la donna affitta un'isolata casa di campagna per un anno e convince Joseph Solomon, esperto occultista, a praticare con lei un rito estremo e pericoloso, per compiere il quale Sophia è costretta a compiere un'estrema purificazione fisica e mentale. Sophia racconta a Joseph che il suo scopo è quello di riparlare con suo figlio, temendo che sapendo la verità si rifiuterebbe di aiutarla, tuttavia la menzogna rende il rito poco efficace. 
Costretti a mesi di totale isolamento in balia di eventi sovrannaturali e di un progressivo logoramento di entrambi, i due iniziano a essere sempre più aggressivi l'uno con l'altra, finché Sophia non si ritrova costretta a rivelare il suo scopo. Ciò porta Joseph a compiere un rito estremo in cui per poco non affoga a morte la donna, tuttavia ciò permette di ristabilire il corretto funzionamento del rito. Man mano che si susseguono altri eventi sovrannaturali, tra cui il manifestarsi di un'entità che parla con la voce del figlio di Sophia, il rito viene completato e, dopo l'apparizione di demoni che flagellano Sophia, la donna si ritrova al cospetto del suo angelo: il lungo e logorante percorso fa tuttavia sì che Sophia non chieda più vendetta ma la capacità di perdonare.

## Distribuzione
Dopo essere stato presentato in vari festival nel corso del 2016, il film è stato distribuito nel 2017 sia a livello cinematografico che nei mercati home video e on demand.

## Accoglienza
Il film ha ricevuto recensioni prevalentemente positive dalla critica. Sull'aggregatore Rotten Tomatoes il film riceve il 90% delle recensioni professionali positive con un voto medio di 7,2 su 10 basato su 41 critiche, mentre su Metacritic ottiene un punteggio di 71 su 100 basato su 6 critiche.